# 왕솽 (바둑 기사)
왕솽(중국어: 王爽, 병음: Wang Shuang, 한자음: 왕상, 1995년 5월 16일 ~ )은 중화인민공화국의 바둑 기사이다. 산둥성 옌타이시 즈푸구 출신으로 중국기원 소속의 4단이다. 전국바둑개인전과 건교배 여자바둑오픈전 등에서 우승했다.

## 생애
산둥성 옌타이시 즈푸구에서 태어났다. 2011년 마인드스포츠대회 아마추어여자바둑개인전에서 우승을 차지했고, 프로 바둑에 입단했다. 2012년 건교배 여자바둑오픈전에서 8강에 진출했고 2013년 실내 무술 아시안 게임 여자단체전에 중국 국가대표로 출전하여 우승을 차지했다. 2014년부터 여자 갑조리그에 후난성 팀으로 활동하고 있다. 
2015년 건교배 여자바둑오픈전에서 준우승을 했다. 2016년 2단을 거쳐 이듬해 3단으로 승단했다. 2018년 전국바둑개인전에서 우승을 차지했다. 2019년 여자명인전에서 준우승을 한 이후 건교배 결승에 진출하여 판양을 꺽고 우승을 차지했다.